# Vestfirðingasögur
Vestfirðingasögur ist ein moderner literaturwissenschaftlicher Begriff, unter dem in der skandinavistischen Mediävistik eine Gruppe von Isländersagas sortiert werden. Gemeinsam ist diesen Stoffen, dass ihr Handlungsort in der Fjordregion im Westen Islands spielt. Zu der Gruppe zählen neben den Sagas auch Stücke von Kurzprosa der Þáttr – Einzelgeschichten von Isländern – unter anderem im Einzelnen die:
- Fóstbrœðra saga
- Gísla saga
- Hávarðar saga Ísfirðings
- Auðunar þáttr Vestfirzka
- Þorvarðar þáttr Krákunefs
- Hrómundar þáttr halta